# Estádio Ticha
 O estádio de Ticha (búlgaro: Стадион „Тича“, inglês: 'Ticha Stadium') é uma arena multiuso em Varna, Bulgária, localizado no distrito de Chayka.  Atualmente, o estádio é usado para partidas de futebol do PFC Cherno More Varna, com capacidade para 9.250 espectadores.

## História
Em 29.8.1934, SC Ticha obteve uma ação notarial, concedendo ao clube uma área nos arredores do norte de Varna para a construção de seu clube poliesportivo e estádio. O trabalho de construção começa imediatamente e é realizado por meio de trabalho voluntário de sócios e apoiadores do clube. O estádio  ficou pronto em 1935 e torna-se importante alternativa para as partidas de futebol.
O campo mudou de nome várias vezes, de acordo com as mudanças de nome do próprio time de futebol. Com a construção do novo estádio da cidade "Yuri Gagarin" (capacidade para 35.000 pessoas sentadas), todos os jogos oficiais são movidos para lá e "Ticha" passa a ser utilizado como campo de treinamento.
Em 1961 as arquibancadas norte e sul são construídas, com uma capacidade total de 12 500.
Em 1987, após o segundo ano consecutivo no grupo "B" e com público cada vez menor, Cherno More deixou de jogar no estádio da cidade e passou a mandar seus jogos em seu estádio, onde permanece até hoje.

## Antigos nomes
1935-45: "Ticha"
1945-48: "Ticha-Vladislav"
1948-59: "Botev VMS"
1959-92: "Cherno more"
1992 - :  "Ticha"